# Kuutsalo
Kuutsalo est une île du golfe de Finlande et un village de la municipalité de Kotka.

## Géographie
L'île de l'archipel de Kotka a 27 habitants sur une superficie de 7 km2 et est située à trois kilomètres au sud-est de Kotkansaari . 
Le village de Kuutsalo comprend quelques autres îles dont la plus grande est Kirkonmaa.